# Суржина Нонна Андріївна
Но́нна Андрі́ївна Суржина́ (нар. 17 жовтня 1937, Дніпропетровськ) — українська оперна співачка (мецо-сопрано).
Заслужена артистка Української РСР (1968), Народна артистка УРСР (1975), Народна артистка СРСР (1976). Лауретат Шевченківської премії (1978).

## Біографія
Початкову музичну освіту здобула на вокальному відділенні Дніпропетровського музичного училища імені М. І. Глінки (нині Дніпропетровська академія музики ім. М. Глінки)
У 1964 році закінчила Харківський інститут мистецтв (у Павла Голубєва). Від 1963 — солістка Харківського театру опери та балету.
Виступала з концертними програмами. У репертуарі класичні камерно-вокальні твори та твори закордонних та радянських композиторів. Гастролювала містами СРСР і за кордоном: Італія, Іспанія, Фінляндія, Югославія, Франція та інші.
Від 1974 — солістка Дніпропетровського театру опери та балету. Від 1974 — викладач Дніпропетровського музичного училища (доцент).
У 1978 році Нонні Суржиній і ще шести митцям присуджено Державну премію УРСР імені Тараса Шевченка за оперу «Богдан Хмельницький» (нова редакція) у Дніпропетровському театрі опери та балету.

## Партії
- Соломія («Богдан Хмельницький» Костянтина Данькевича).
- Поліна («Пікова дама» Петра Чайковського).
- Графиня («Пікова дама» Петра Чайковського).
- Ольга («Євгеній Онєгін» Петра Чайковського).
- Марина Мнішек («Борис Годунов» Модеста Мусоргського).
- Кончаківна («Князь Ігор» Олександра Бородіна).
- Анюта («Комуніст» Дмитра Клебанова).
- Любаша («Царева наречена» Миколи Римського-Корсакова).
- Весна і Лель («Снігуронька» Миколи Римського-Корсакова).
- Аксинья («Тихий Дон» Івана Дзержинського).
- Косова («В бурю» Тихона Хрєнникова).
- Кармен («Кармен» Жоржа Бізе).
- Амнеріс («Аїда» Джузеппе Верді).
- Еболі («Дон Карлос» Джузеппе Верді).
- Іоанна («Орлеанська діва» Петра Чайковського).
- Комісар («Оптимістична трагедія» Олександра Холмінова).

Суржина відома і як камерна співачка.